# Fulton Center (métro de New York)
Pour les articles homonymes, voir Fulton.
Le Fulton Center (initialement Fulton Street Transit Center) est une station principale du métro de New York construite sous l'autorité de la Metropolitan Transportation Authority (MTA). Dotée d'un budget de 1,4 milliard de dollars,,, elle a constitué l'un des principaux projets récents du réseau de transports de New York. Elle a été ouverte au public en novembre 2014,.
Le projet du complexe comprenait une réhabilitation de stations existantes, la construction de nouveaux passages souterrains, et d'un bâtiment en surface faisant office d'entrée. Il abrite également des commerces et des bureaux. Après avoir fait face à plusieurs problèmes de financement, le projet a finalement été relancé dans le cadre du Plan de relance économique des États-Unis de 2009.
Situé au carrefour de Fulton Street et de Broadway dans le sud de l'arrondissement de Manhattan, il permet un transfert direct entre onze dessertes (services) du réseau, situées sur cinq lignes (au sens de tronçons du réseau) distinctes, l'IRT Broadway-Seventh Avenue Line et l'IRT Lexington Avenue Line, issues de l'ancienne Interborough Rapid Transit Company, l'IND Eighth Avenue Line issue de l'ancien Independent Subway System et la BMT Nassau Street Line et la BMT Broadway Line, issues du réseau de l'ancienne Brooklyn-Manhattan Transit Corporation. En outre, le complexe constitue la deuxième station du réseau offrant le plus de correspondances derrière celle de Times Square – 42nd Street (qui en compte douze). Les travaux de rénovation de la station ont débuté en 2005, et le projet a permis d'améliorer l'accessibilité du métro, notamment aux personnes à mobilité réduite. Il est ainsi prévu de construire un accès à la station sur Broadway et Fulton Street, le Dey Street Passageway.
À l'heure actuelle, les lignes A et C de l'IND Eighth Avenue Line, les lignes 4 et 5 de l'IRT Lexington Avenue Line, les lignes 2  et 3 de l'IRT Broadway-Seventh Avenue Line et les lignes J, M et Z de la BMT Nassau Street Line passent par la station de Fulton Street.